# Клеванг

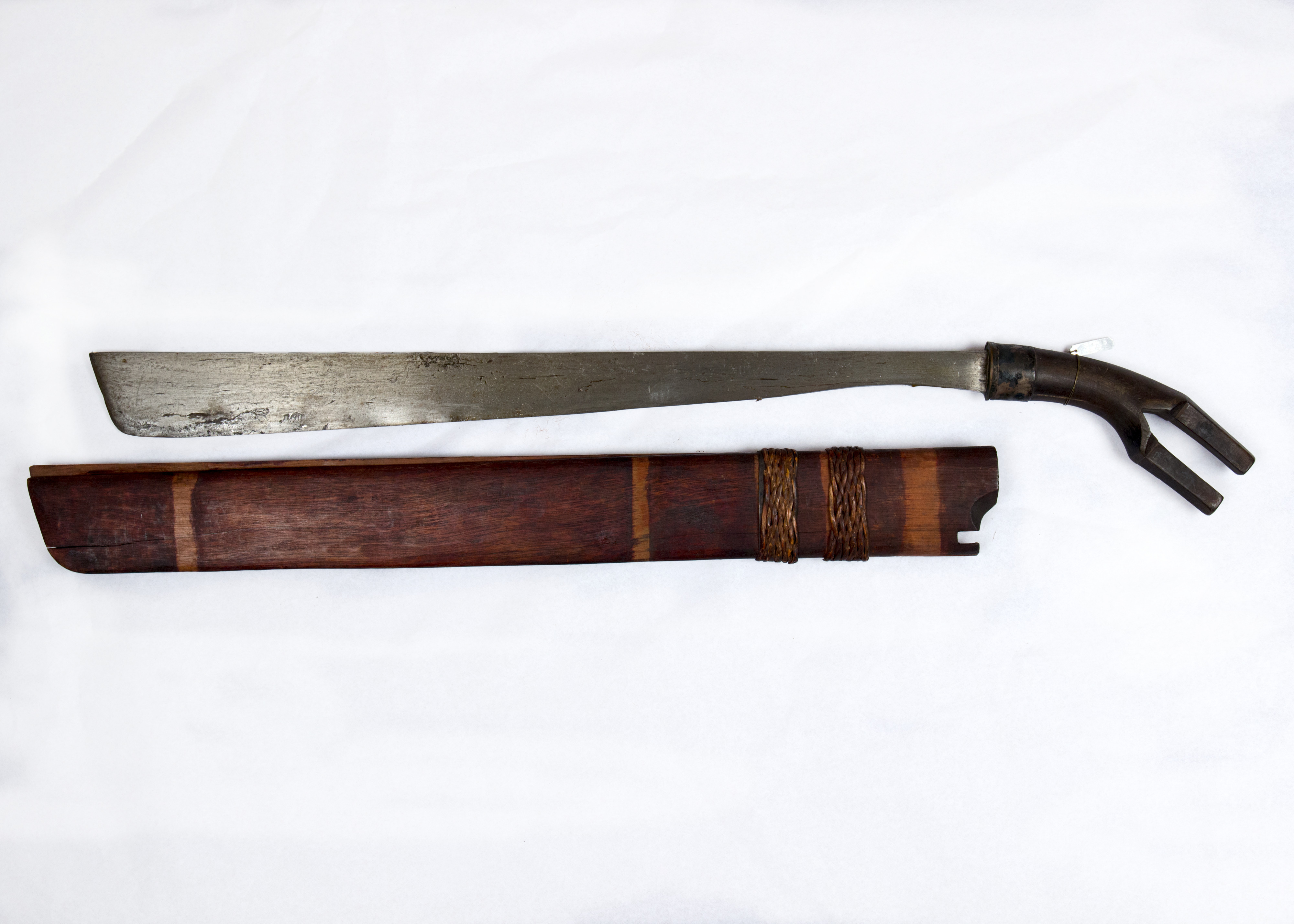

Клеванг або келеванг — вид холодної зброї, щось середнє між мечем та мачете. З'явився в Індонезії, але був поширений також у Малайзії, Таїланді.
Клеванг використовувався також при полюванні: яванці на заході провінції Центральна Ява вбивають тварин за допомогою клевангу, традиційного меча.

## Опис
Основною особливістю клевангу є те, що клинок розширюється ближче до кінчика. Центр ваги знаходиться поблизу вістря. Однак, клинок може бути також прямим.
За розміром, вагою та формою він знаходиться між голоком і кампіланом. Стиль клеванга відрізняється у різних культурах Індонезії. Клинки зазвичай мають довжину від 38 до 76 см..

## Типи клевангів

### Клеванг Келантан
Клеванг Келантан походить з Келантану, що в Малайзії. Став окремою зброєю наприкінці XVIII-го століття. Келантанський клеванг має вигнутий клинок з шипом. Його носили чоловіки в ХІХ столітті на задній частині саронга. Зброя має вигнутий кінчик, її конічний кінчик обрізаний і утворює декоративну петлю або шип на хребті клинка. Рукоятка вирізана у формі кінського копита або Макари (індуїстська міфологія). Келантанський клеванг використовується в бойових мистецтвах.

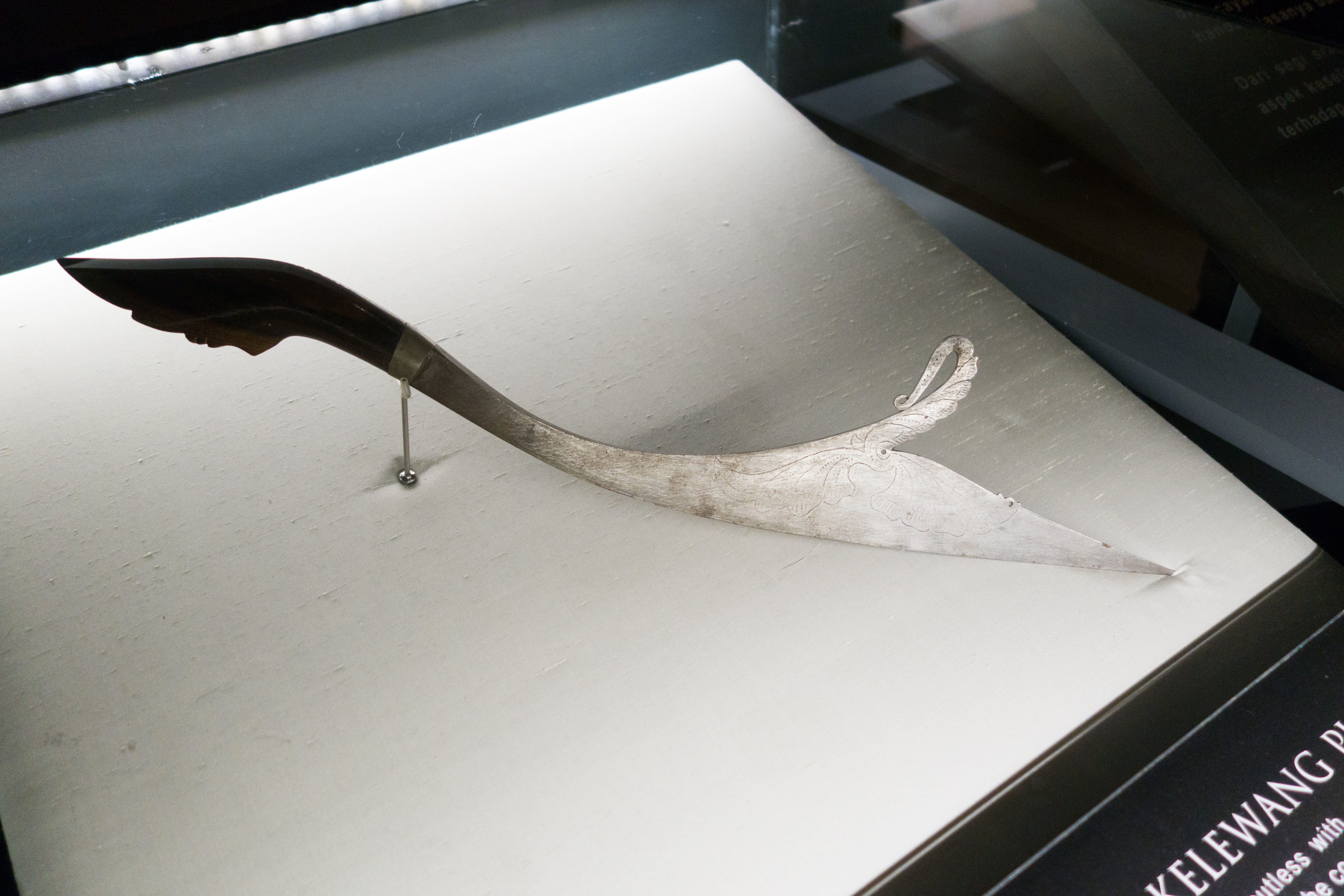
Клеванг Келантан

### Клеванг Королівської армії Нідерландів
Голландський klewang був розроблений в кінці ХІХ століття, оскільки вогнепальна зброя і традиційні мечі не були надійними в джунглях. У Королівській армії Нідерландів клеванг досі використовується як церемоніальна зброя вартових полку ван Хойц, який перейняв традиції Королівської армії Нідерландів в Ост-Індії.

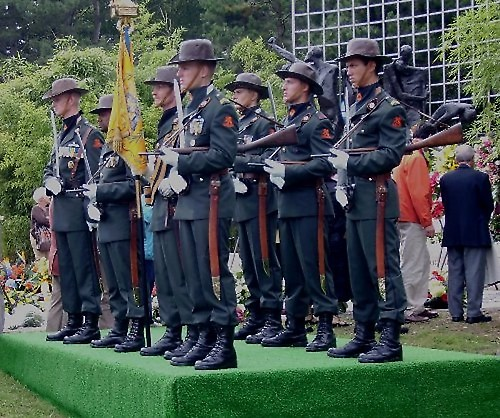
Полк ван Хойц

## Історія
В часи війни в провінції Ачех клеванг виявився дуже ефективною зброєю ближнього бою проти нідерландських військ, у яких були шаблі, та Королівської нідерландської Ост-Індської армії.

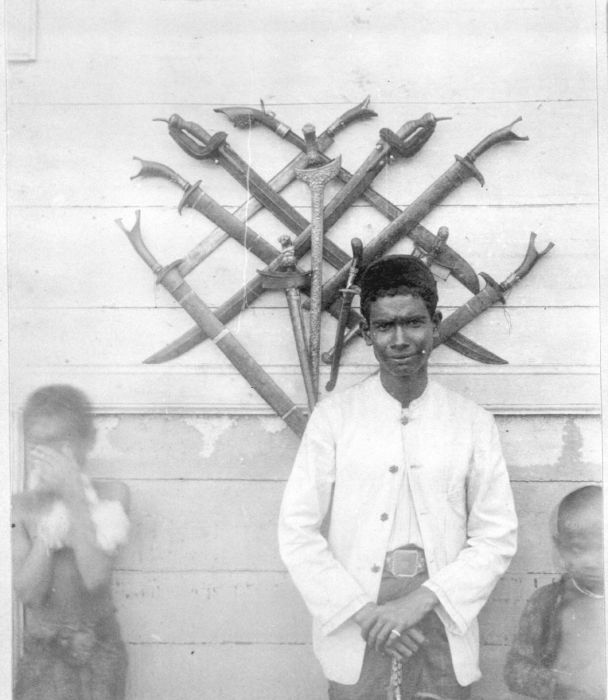
Ачеха. Колекція зброї, серед якої є й клеванги

Солдати королівської армії Нідерландів, особливо піхотинці, часто жалілися, що їхня зброя для ближнього бою не підходить для тих умов, в яких вони воюють. Шаблі армії не були надто міцними. В 1873 р. піхотний взвод був атакований. В результаті чотири людини були вбиті в перші секунди
бою, деяких солдатів важко поранили. Офіцерська шабля одного з лейтинантів не витримала натиску клеванга. В 1898 році була створена шабля Marechaussee, хоча частіше за все її називали клевангом. Вона краще підходила ддля війни у джунглях, краще тримала удар, не була надто довгою.

Війська, озброєні карабінами і клевангами, змогли придушити опір Ачеха, де традиційна піхота з гвинтівками і багнетами зазнала невдачі. З кінця ХІХ ст. до 1960-х років Королівська нідерландська Ост-Індська армія, Королівська нідерландська армія, Королівський флот Нідерландів і нідерландська поліція використовували клеванг. Клеванг також використовувався армією США під час Другої світової війни в Тихому океані.

## Використані вебресурси
KELEWANG JAMBUL [Архівовано 27 Листопада 2021 у Wayback Machine.]
Klewang Sasak — Senjata Tradisional Khas NTB [Архівовано 27 Листопада 2021 у Wayback Machine.]
Klewang [Архівовано 27 Листопада 2021 у Wayback Machine.]